# Kerr-féle fekete lyuk
Az általános relativitáselméletben Kerr-féle fekete lyuknak nevezik a forgó, töltésmentes fekete lyuk megoldást.

## Fekete lyukak
A fekete lyukat három asztrofizikailag fontos adat jellemzi: a tömege, a töltése és az impulzusmomentuma (spinje), azaz a forgása. A gömb alakú, nem forgó, töltésmentes fekete lyukat Schwarzschild-féle fekete lyuknak (SFL) nevezik, felfedezője Karl Schwarzschild után, a forgó töltésmentes fekete lyukat Kerr-féle fekete lyuknak (KFL), mert Roy Kerr volt az, aki a forgó test körül kialakult teret először leírta, és olyan megoldást talált, mely forgás nélküli esetben a Schwarzschild-féle leírásba megy át.
Az eseményhorizont SFL esetén gömb alakú és csak a tömegtől függ, KFL-nél kis impulzusmomentum esetén forgási ellipszoid, amely a tömegtől és a spintől is függ.